# Acta Phytotaxonomica et Geobotanica
Acta Phytotaxonomica et Geobotanica (abreviado Acta Phytotax. Geobot.) es una revista ilustrada con descripciones botánicas que es editada en Japón. Se publica desde el año  1932.